# Ramon Erra
Ramon Erra i Macià (Vich, 1966) es un escritor español en lengua catalana. Vive entre el Llusanés y Canet de Mar (Maresme).
Nacido en Vich, de muy pequeño fue a vivir en Santa Eulalia de Puigoriol (Llusanés). Es licenciado en ciencias políticas y profesor de la Escuela de Escritura del Ateneo Barcelonés. Ha hecho colaboraciones en La Marxa, El 9 Nou, Encanal, El Tacte que Té, El Temps, Presència, El Temperi, Avui, Vivre en Poésie y Descobrir Catalunya.
En 2001 obtuvo el premio Rafel Cornellà por un retrato literario de Bohumil Hrabal. Es coautor de un guion de telenovela para la televisión local de Llusá y de varias obras teatrales de calle, representadas por el Grupo de Actores del Llusanés (gall). Ha participado en la compilación de leyendas El Lluçanès màgic (Cossetània).
Empezó a publicar en 2001 con el volumen de narraciones La flor blanca de l'estramoni y la narración juvenil Operació gàbies buides (con Jordi Martí Feixas). Ese año ganó también el premio Recull-Rafael Cornellà de retrato literario por L'home que creia haver comès un crim contra la humanitat, sobre el escritor checo Bohumil Hrabal. Otros libros de cuentos son Pólvora del quatre de juliol (2007) y La vida per raïl, que en 2011 ganó el premio Mercè Rodoreda. Es también autor de las novelas Desfent el nus del mocador (2008), premio Salambó de narrativa 2008, Escolta, Volòdia! (2010) y La veritable història d'una mentida (2019). En 2014 ganó el premio Marià Vayreda con el libro Far-West gitano.

## Premios y reconocimientos
- 2001 - Premio Rafael Cornellà por L'home que creia haver comès un crim contra la humanitat[3]
- 2008 - Premio Salambó de narrativa, por  Desfent el nus del mocadoro[1]
- 2011 - Premio Mercè Rodoreda por La vida per raïl[4]
- 2014 - Premio Marià Vayreda por Far West gitano.[2]